# 多龍芝 (電視劇)
《多龍芝》是日本WOWOW電視台於2022年10月7日至12月16日播出的原創電視劇，故事改編自《小雙俠》中的反派角色多龍芝，由池田依來沙主演。該劇也是龍之子製作創立60周年的紀念作品。

## 登場人物

### 主要人物
- 泥川七音：池田依來沙[1]

本作主角。在貧困艱苦的環境下成長，唯一能找到自己存在價值，就是在格鬥場進行決鬥。左腳配備堅固的機械式義肢。
- 聖川愛花：山崎紘菜

網紅。曾經與七音是業餘拳擊日本代表的競爭對手。之後成為「小雙俠2號」。
- 高岩田頑：金子大地

愛花的青梅竹馬。之後成為「小雙俠1號」。
- 飛悟：矢本悠馬

在地下社會生活的青年。製作義肢給失去左腳的七音。之後成為「多龍芝一黨」的伯亞基。
- 匠苑：一之瀨亘

與飛悟一同行動的青年。擁有怪力，是七音的盾。之後成為「多龍芝一黨」的東茲拉。
- 瑛磨：田中俊介

與飛悟、匠苑一同行動的神秘男人。本劇的原創角色。

### 周邊人物
- 軍澤：古田新太[3]

刑警。負責調查關於七音失去左腳的案件。
- 聖川誠一郎：高橋和也[3]

愛花的父親。大財閥的社長。積極參與貢獻社會活動。
- 泥川正治：平山祐介[3]

七音的舅舅。把七音當道具濫用的自私渣男。
- 躑躅我鸞：霧島麗香[3]

七音的親生母親；正治的姐姐。
- 躑躅我詩音：近藤芳正[3]

七音的親生父親；鸞的丈夫。七音年幼時暴力相向，狀似失能且需要被照顧的樣貌。

## 製作人員
- 劇本：喜安浩平、內藤瑛亮、大鹽哲史、佐東綠
- 導演：內藤瑛亮、橫尾初喜
- 音樂：有田尚史
- 製作人：山田雅樹、小林祐介、星野惠
- 製作協力：dub
- 製作著作：WOWOW、AX-ON

## 播出日程
| 集數          | 播出日期 | 副標題 | 編劇              | 導演     |
| ------------- | -------- | ------ | ----------------- | -------- |
| EPISODE1      | 10月07日 |        | 喜安浩平 内藤瑛亮 | 内藤瑛亮 |
| EPISODE2      | 10月14日 |        | 喜安浩平 内藤瑛亮 | 内藤瑛亮 |
| EPISODE3      | 10月21日 |        | 喜安浩平 内藤瑛亮 | 橫尾初喜 |
| EPISODE4      | 10月28日 |        | 喜安浩平 内藤瑛亮 | 橫尾初喜 |
| EPISODE5      | 11月04日 |        | 喜安浩平 内藤瑛亮 | 內藤瑛亮 |
| EPISODE6      | 11月11日 |        | 喜安浩平 内藤瑛亮 | 內藤瑛亮 |
| EPISODE7      | 11月18日 |        | 大鹽哲史          | 橫尾初喜 |
| EPISODE8      | 11月25日 |        | 大鹽哲史          | 橫尾初喜 |
| EPISODE9      | 12月02日 |        | 佐東綠            | 橫尾初喜 |
| EPISODE10     | 12月09日 |        | 大鹽哲史          | 内藤瑛亮 |
| FINAL EPISODE | 12月16日 |        | 佐東綠 内藤瑛亮   | 内藤瑛亮 |

## 外部連結
- 官方网站（日語）
  - 電視劇的Instagram帳戶